# Aconit (D 609)
L'Aconit (F703/D609) è stata un unico esemplare di fregata costruito per la Marine nationale durante la guerra fredda che fu in servizio tra il 1973 e il 1997. Essa fu chiamata Aconit riprendendo il nome della corvetta Aconit (della classe Flower) che fu in servizio nelle Forces navales françaises libres.

## Descrizione
Negli anni 60, il programma di corvette C65 prevedeva la realizzazione di 5 navi specializzate nella lotta antisommergibile, basate sull'uso del radar rimorchiato attivo DUBV43 e sui missili porta-siluri Malafon.
Alla fine il programma C65, che può essere considerato come l'ultima evoluzione dei 5 escorteurs d'escadres type T47 ASW, si ferma alla prima unità : l'Aconit .
La progettazione delle navi ASW sarà completamente ripensata e diventerà il programma C67 poi rinominato in F67 che darà la nascita alle navi della classe Tourville.
All'inizio classificata come corvette type C65, l'Aconit diventa una frégate type F65 nel 1988; in precedenza aveva già cambiato di pennant number passando dall'originario F703 a D609 nel gennaio 1974.
La nave prende il nome dal genere di piante Aconitum.
| Classe            | Matricola | Nome   | In servizio | Disarmo | Note             |
| ----------------- | --------- | ------ | ----------- | ------- | ---------------- |
| Classe Flower     | J1095     | Aconit | 1941        | 1945    | ex Aconite (K58) |
| Classe Adjutant   | M640      | Aconit | 1953        | 1977    |                  |
| C65 / F65         | D609      | Aconit | 1973        | 1997    |                  |
| Classe La Fayette | F713      | Aconit | 1997        |         |                  |